# Jayden Bartels
Jayden Bartels (* 1. November 2004 in Los Angeles, Kalifornien) ist eine US-amerikanische Influencerin und Schauspielerin.

## Leben
Jayden Bartels wurde am 1. November 2004 in Los Angeles geboren. Sie nimmt seit ihrem achten Lebensjahr Unterricht in Musiktheater, Ballett, Hip-Hop, Jazz, Songwriting und Schauspiel. Ihre Mutter ist Yogalehrerin und ihr Vater ist Computeringenieur. Ihre Eltern waren zunächst zurückhaltend, was die Beteiligung ihrer Tochter in sozialen Netzwerken und das Veröffentlichen von Videos angeht. Schließlich unterstützten sie sie bei ihren Videos, als ihre musical.ly-Karriere in Schwung kam und virale Videos folgten. Sie begann, 12 Videos pro Tag zu produzieren. Jayden wird derzeit zu Hause unterrichtet, um mit ihrer Karriere Schritt zu halten.

## Filmografie
- 2015: Clique Wars (Webserie, 2 Folgen)
- 2016: Dance Moms (Fernsehserie, 1 Folge)
- 2017: It’s Always Sunny in Philadelphia (Fernsehserie, 1 Folge)
- 2017: Nicky, Ricky, Dicky & Dawn (Fernsehserie, 1 Folge)
- 2017: Criminal Minds: Beyond Borders (Fernsehserie, 2 Folgen)
- 2017: When Pigs Fly (Kurzfilm)
- 2017: Schreck-Attack (Fernsehserie, 1 Folge)
- 2018: To The Beat! (Fernsehfilm)
- 2018: Kidding (Fernsehserie, 1 Folge)
- 2018–2020: Coop and Cami Ask the World (Fernsehserie, 8 Folgen)
- 2019: Grand-Daddy Day Care (Kinofilm)
- 2019: Expert Attempters (Webserie, 3 Folgen)
- 2020: Familienanhang (Fernsehserie, 1 Folge)
- 2020: To the Beat!: Back 2 School (Fernsehfilm)
- 2020: Group Chat (Fernsehserie, 13 Folgen)
- 2020: All Das (Fernsehserie, 1 Folge)
- 2020: The Sleepover (Fernsehfilm)
- 2020–2022: Side Hustle (Fernsehserie, 46 Folgen)
- 2023: Willkommen bei den echten Louds (The Really Loud House, Fernsehserie, 1 Folge)
- 2024: Alert: Missing Persons Unit (Fernsehserie, 1 Folge)
- 2025: Goosebumps (Fernsehserie, 8 Folgen)

## Diskografie
- 2018: Can’t Help Me Now
- 2018: New You
- 2018: Galaxy
- 2019: Electric
- 2019: Changing
- 2019: second
- 2019: Alphabet
- 2020: Gameboy
- 2020: Jealous